# Opicius Adornes
Opicius Adornes, (Genua, ca. 1240 - Gent 1307), afkomstig uit Genua, kwam naar Vlaanderen als eerste van de familie Adornes.

## In dienst van de Vlaamse graaf
Opicius Adornes zou graaf Gwijde van Dampierre naar Noord-Afrika hebben vergezeld en zou sindsdien zijn kamerheer zijn gebleven en bestendig tot zijn gevolg hebben behoord. Met de graaf zou hij naar Vlaanderen zijn teruggekeerd. Gwijde was afwezig van 1248 tot 1254. Indien Opicius geboren was ca. 1240 was hij te jong om op kruisvaart te gaan. Hij trouwde later met Agnes van Axpoele, dochter van Filips, heer van Axpoele. Toen hij in 1307 in Gent overleed, werd hij er ook begraven.
De redenen voor zijn opname in het gevolg van de Vlaamse graaf blijven onduidelijk. Het lijkt weinig waarschijnlijk dat hij als militair of als gewoon raadsman in dienst trad. Zijn aanwezigheid kan betrekking hebben gehad met financiële verbintenissen die graaf Gwijde had tegenover de familie Adornes in Genua. Het is bekend dat vanaf het midden van de dertiende eeuw Italiaanse financiers, omwille van hun specifieke bekwaamheden, in het grafelijk gevolg werden opgenomen.

## Nageslacht
De zoon van Opicius, Opicius II Adornes vestigde zich in Brugge. Die zijn achterkleinzoons, 
Pieter II Adornes en Jacob Adornes, lieten omstreeks 1430 te Brugge de merkwaardige Jeruzalemkerk bouwen.